# 鄒潤

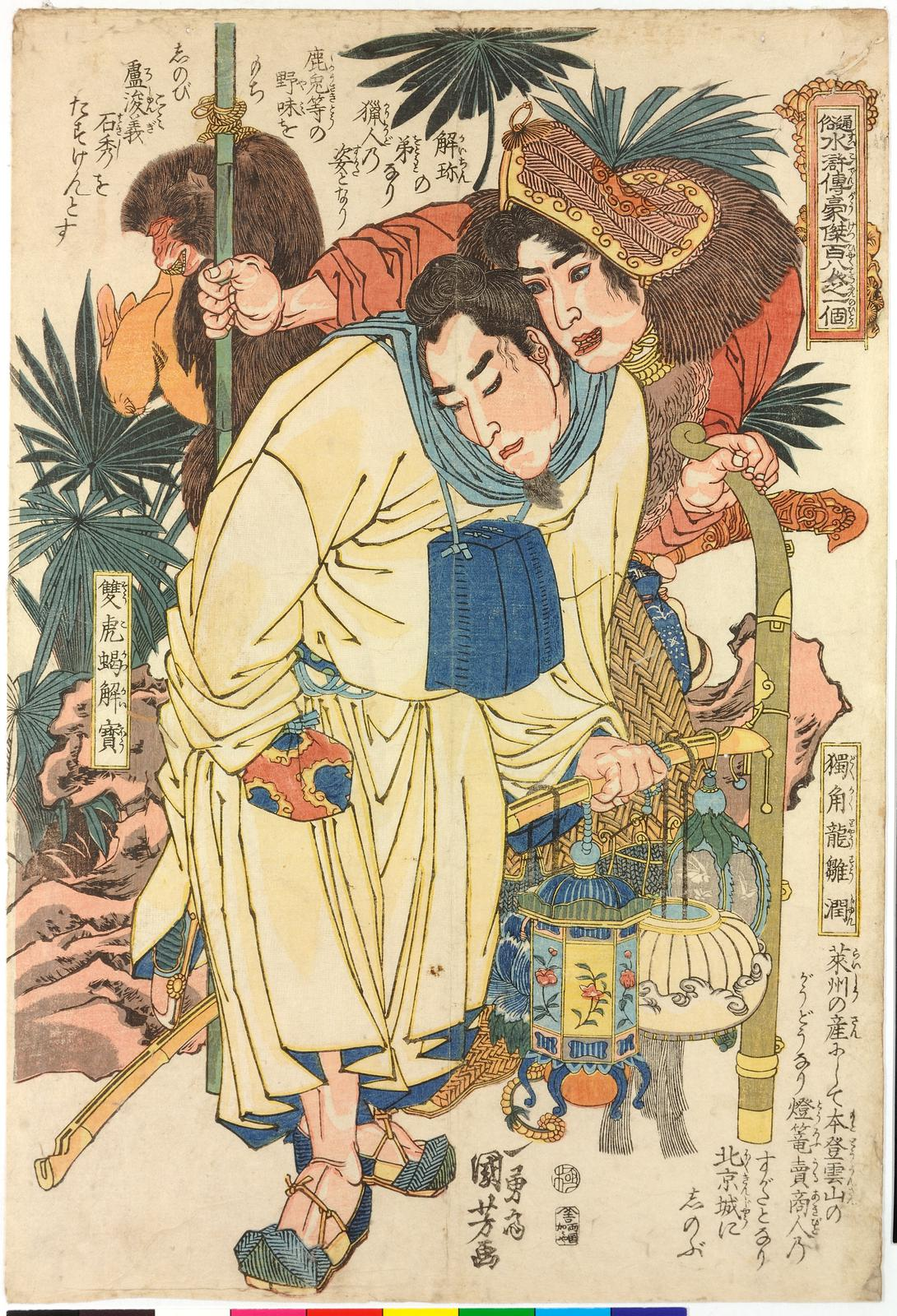
鄒潤

鄒 潤（すう じゅん）は、中国の小説で四大奇書の一つである『水滸伝』に出てくる登場人物。梁山泊第九十一位の好漢で、地角星の生まれ変わり。渾名は独角龍（どっかくりゅう）で、背が高く生まれつき異様な顔つきで、後頭部に大きな瘤があることに由来する。得物は「大斧」。叔父に鄒淵がいる。

## 生涯
登州の登雲山で鄒淵と共に手下を率いて山賊をしていた。博打好きが縁で、賭場も営んでいる孫新と顧大嫂とは顔見知りであった。
ある日、孫新から毛家に騙されて監禁され殺されそうになる解珍と解宝の牢破りを頼まれて、これに協力した。さらに孫立も加わり、鄒潤たちは信頼できる手下だけを引き連れて孫新達とともに役所と毛家の屋敷を襲い、解珍と解宝を救出して毛太公・毛仲義父子一族と毛太公の女婿である孔目（裁判官）の王正らを皆殺しにした。登州から逃亡した後は、鄒淵の友人である楊林、鄧飛、石勇らを頼って梁山泊へ向かうが、梁山泊は祝家荘の祝朝奉らと戦っている最中であった。そこで呉用の策に協力し、孫立らとともに祝家荘へ梁山泊討伐の協力と偽って潜入し、内部から攻め上げて祝家荘を滅ぼす手助けをした。その後、鄒淵、孫立らとともに梁山泊入りする。
梁山泊入山後は、鄒淵とともに歩兵軍将校となる。その後は、呼延灼戦、北京攻め、曾頭市攻めにも参加している。朝廷招安後も遼国戦、田虎、王慶討伐に参加し、方臘討伐も生き残るが、鄒淵が戦死してしまう。凱旋した鄒潤は朝廷から官爵を授けられたが、自分には適しないと称して、これを返上して再び登雲山に戻り、以降はそこで余生を過ごした。
| スタブアイコン | サブスタブ | この項目は、まだ閲覧者の調べものの参照としては役立たない、文学に関連した書きかけの項目です。この項目を加筆・訂正などしてくださる協力者を求めています（P:文学、PJ:ライトノベル）。項目が小説家・作家の場合には{Writer-substub}を、文学作品以外の本・雑誌の場合には{Book-substub}を貼り付けてください。 |